# Cosoleto
Cosoleto es un municipio sito en el territorio de la provincia de Reggio Calabria, en Calabria (Italia).

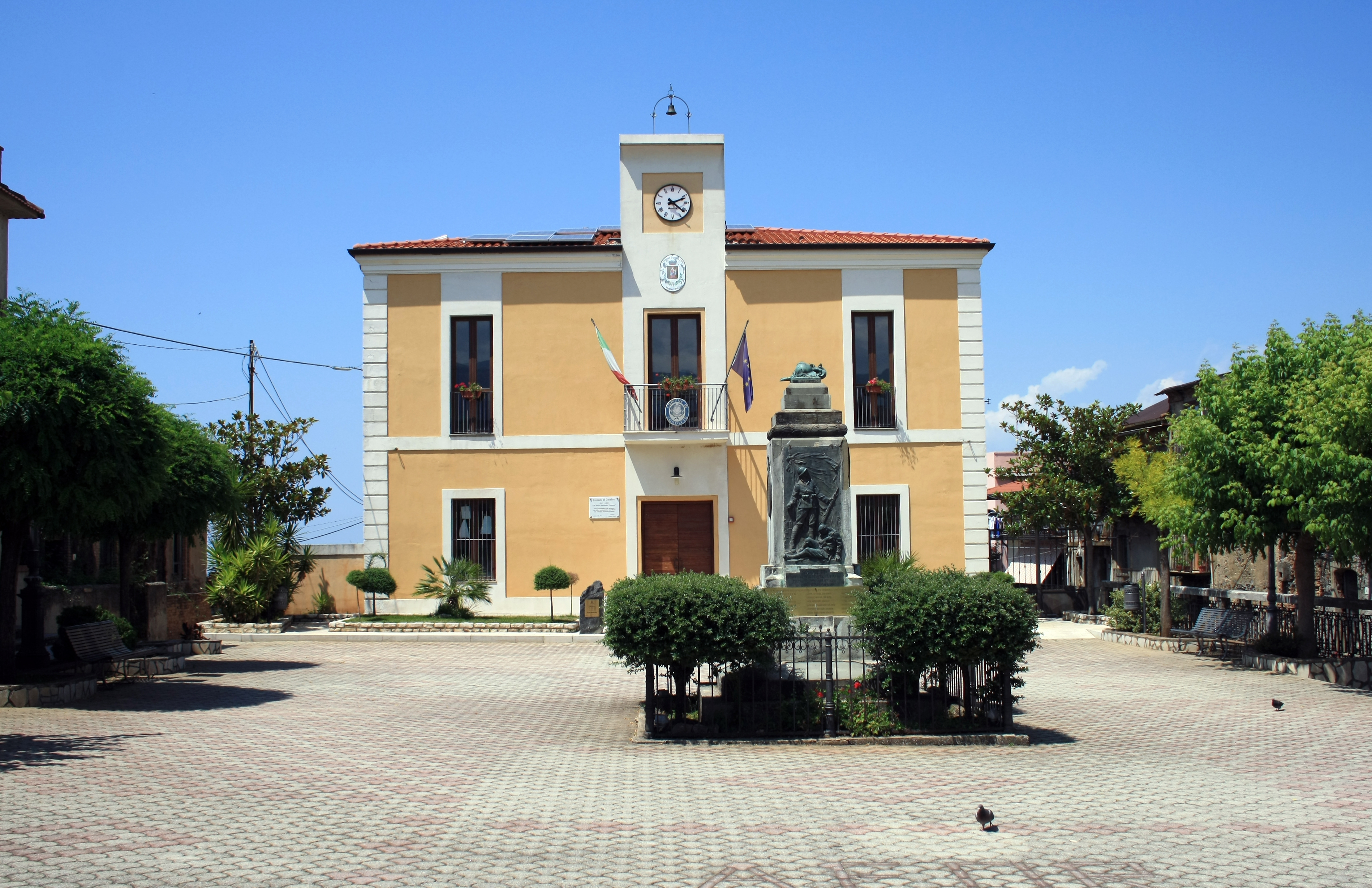
Sede del ayuntamiento.

## Demografía
| Gráfica de evolución demográfica de Cosoleto entre 1861 y 2001 |
|                                                                |
| Fuente ISTAT - elaboración gráfica a cargo de Wikipedia        |